# Kraljevci
Kraljevci (szerbül Краљевци / Kraljevci) falu Szerbiában, a Vajdaságban, a Szerémségi körzetben, Ruma községben.

## Demográfiai változások
| 1948 | 1953 | 1961 | 1971 | 1981 | 1991 | 2002 |
| ---- | ---- | ---- | ---- | ---- | ---- | ---- |
| 965  | 966  | 1142 | 1214 | 1218 | 1216 | 1232 |